# アゾセミド
アゾセミド（Azosemide）は、長時間作用型のループ利尿薬の1種である。商品名ダイアートで三和化学研究所製造販売。

## 効能・効果
- 心性浮腫（鬱血性心不全）[1]
- 腎性浮腫
- 肝性浮腫

## 作用機序
腎臓の尿細管のヘンレ係蹄上行脚に存在するNa+/K+/2Cl-共輸送体を阻害することでナトリウムイオンと塩化物イオンの再吸収を抑制し、それとともに尿の水分が体内に吸収されるのを抑えて排泄される尿の量を増やす。

## 禁忌
以下の患者には禁忌である。
- 無尿（1日当たりの尿量が100 mlを切った状態）。
- 肝性昏睡。
- 体液中のナトリウム+、カリウム+が明らかに減少している。
- スルホンアミド誘導体に対し過敏症の既往歴がある。

## 副作用
重大な副作用として、添付文書には低カリウム血症、低ナトリウム血症などの電解質異常や、無顆粒球症、白血球減少が記載されている。